# Pataki János (cukrász)
Pataki János (Tápiógyörgye, 1950. február 3. – ?, 2014. szeptember 2.) cukrászmester, az érdi Pataki Cukrászda vezetője, a Magyarország Tortája és az Év Fagylaltja versenyek szakmai irányítója, számos hazai és nemzetközi cukrász szakmai szervezet vezetője.  

## Életútja
Pataki János Tápiógyörgyén született. Édesapja, idősebb Pataki János a dunántúli Nagyszékelyből költözött szüleivel az Alföldre. Édesanyja, Babinszky Veronika a család kilencedik gyermeke volt Tápiószőlősön. A dolgos, vállalkozó szellemű családapa előbb kéményseprőként tevékenykedett, később vegyeskereskedést nyitott a faluban. Az 1950-es években fagylaltárusításba fogott, majd 1955-ben cukrászdát nyitott Kiskedves néven. Pataki János gyermekként itt kezdett el cukrászattal foglalkozni, majd egy budapesti vendéglátóipari technikumban folytatta a tanulást. Ezt követően a Royal Szállodában a szakma egyik legnagyobb tekintélyének számító Kenderessy Zoltán főcukrász irányítása alatt dolgozott. Édesapja balesete miatt nem vállalta, hogy a Hungar Hotels nyitás előtt álló tokiói éttermébe kerüljön cukrásznak, hanem hazaköltözött. Érden az 1939-óta működő és jól bevezetett Osváth-cukrászdát vásárolta meg, amelyet 1973-ban Pataki Cukrászda néven meg is nyitott, s országos hírűvé emelt. 1976-ban megházasodott, két gyermekük született, János és Ádám. Pataki János cukrászmesterként nemcsak a magas színvonalú cukrásztermékek előállítására törekedett, hanem kiemelt figyelmet fordított az innovációra is, beleértve a nemzetközi cukrásztrendek hazai bevezetését. Az 1980-es években olaszországi és németországi tanulmányutakon vett részt, ennek hatására átépítette üzletét, új módszereket kezdett alkalmazni. 
2007-től haláláig a Magyar Cukrász Iparosok Országos Ipartestületének, 2008-tól 2012-ig pedig a Cukrászok és Fagylaltkészítők Nemzetközi Szövetsége (U.I.P.C.G Union Internationale de la Patisserie-Confiserie-Glacerie) elnöke volt. Az Érdi Ipartestületben elnöki, majd örökös, tiszteletbeli elnöki, emellett az IPOSZ-nál alelnöki tisztséget töltött be. Tevékenyen közreműködött a Pest Megyei Kézműves Kamara megalapításában. Több cikluson keresztül Érd társadalmi alpolgármestere volt.  
A Pataki Cukrászdából 1986-tól évente visszatérő alkalommal közvetítette a Magyar Rádió a Ki nyer ma? című zenei vetélkedőt. 2010-ben junior cukrász-világbajnokságot szervezett. 

## Díjai
- Kíváló cukrász, 1987
- Venesz József-díj, 2001

## Emlékezte
- A Pataki János Emlékversenyt tanulók és felnőttek részére a Magyar Cukrász Iparosok Országos Ipartestülete rendszeresen megrendezi.
- Nevét egy hozzá köthető csokoládé őrzi.